# 河南广播电视台移动电视频道
河南广播电视台移动电视频道是河南广播电视台下属的一个移动频道，于2006年成立，由河南广播电视台和河南有线电视网络集团公司组建的河南广电移动数字电视有限公司运营。在郑州市的公交车、公务车、出租车和私家车上播出。播出时间为每天早上6点到晚上22点。

## 简介
河南移动电视频道定位以轻松娱乐休闲为主、新闻和生活服务资讯为辅。每天播出16个小时节目。截止2012年，河南移动电视频道在郑州市包括郑州快速公交在内的1500多辆公交车80多条主要线路上安装了1700余个移动电视终端，每天覆盖受众超过120万人次。根据发展计划，该频道将在河南全省18个市地陆续开通移动电视频道，使移动电视节目信号覆盖全省。

## 主要节目
- 互动平台
- 巅峰时刻
- 魅力音乐秀
- 阳光政务
- 精彩三分钟
- 星视界
- 生活贴士
- 快乐公交行
- 健康有道
- 戏苑